# Franz von Borries (Landrat, 1868)
Franz Anton Wilhelm Gustav von Borries (* 15. April 1868 in Hildesheim; † 8. Januar 1943 in Berlin) war ein deutscher Regierungsbeamter. 
Von 1903 bis 1933 war Franz von Borries Landrat des preußischen Kreises Herford in Westfalen.

## Leben
Franz von Borries wurde als Sohn der ursprünglich aus Minden stammenden Familie Borries aus dem Reichsadel in Hildesheim geboren. Seine Eltern waren Philipp Diedrich Arnold Franz von Borries und dessen Ehefrau Adelheid Anna Sophie von Linsingen.
Er studierte in Bonn, Berlin und München Rechtswissenschaften. In Bonn schloss er sich 1886 dem Corps Guestphalia an. In den Jahren 1889 und 1890 war er als Freiwilliger Soldat im Infanterie-Regiment Nr. 15, 1901 wurde er Oberleutnant der Reserve des Regiments. In den Jahren 1889 und 1895 bestand Franz von Borries die Prüfungen zum Gerichts-Referendar und Gerichts-Assessor. Von 1889 bis 1903 war er bei verschiedenen Gerichten und Regierungsbehörden tätig, zuletzt im preußischen Landwirtschaftsministerium. Am 1. Januar 1903 wurde Franz von Borries mit der Verwaltung des Landratsamtes in Herford beauftragt. Er war Nachfolger seines engen Verwandten Georg von Borries, der im Dezember 1902 zum Polizeipräsidenten von Berlin ernannt worden war. Am 15. August 1903 wurde er endgültig zum Landrat ernannt, dieses Amt übte er bis zu seiner Pensionierung im Oktober 1933 aus. Mit Franz von Borries endet die über einhundertjährige Geschichte der Landräte von Herford aus der Familie von Borries.
Er heiratete im Juni  1896 in Hamm Martha Pauline Wilhelmine Klara Kamp (* 1. Juni 1872; † 10. Oktober 1946), eine Tochter des Generaldirektors der Hütenwerksgesellschaft Phönix (Von 1874 bis 1898 Westfälischen Union in Hamm) Wilhelm Heinrich Kamp (1841–1927) und Klara Küper.

## Auszeichnungen
Franz von Borries war Mitglied im Johanniterorden, Träger des Roten Adlerordens IV. Klasse, des preußischen Kronenordens III. Klasse, der Landwehrdienstauszeichnung I. Klasse und des Eisernen Kreuzes II. Klasse. Er führte seit 1903 den Titel Geheimer Regierungsrat. 